# Clasificación al Campeonato Europeo Sub-17 de la UEFA 2020
El Campeonato Europeo Sub-17 de la UEFA es la vigésima segunda vez que se celebra. La fase final se realizará en Hungría.
La primera fase se divide en dos etapas la primera es una Ronda de clasificación comenzará en octubre de 2022 y la segunda corresponde a la Ronda Élite.
El 1 de abril de 2020 la UEFA decidió suspender el torneo debido a la pandemia.

## Formato
La competición clasificatoria consta de dos rondas:
- Ronda de clasificación: además de España e Inglaterra, que reciben pases directos a la ronda élite como los equipos con el coeficiente de clasificación más alto, los 52 equipos restantes se sortean en 13 grupos de cuatro equipos. Cada grupo se juega en formato de todos contra todos en uno de los equipos seleccionados como anfitriones después del sorteo. Los 13 ganadores de grupo, los 13 segundos y los cuatro terceros clasificados con mejor registro frente al primer y segundo clasificado de su grupo avanzan a la ronda élite.
- Ronda élite: Los 32 equipos se sortean en ocho grupos de cuatro equipos. Cada grupo se juega en formato de todos contra todos en uno de los equipos seleccionados como anfitriones después del sorteo. Los ocho ganadores de grupo y los siete subcampeones con el mejor registro contra todos los equipos de su grupo se clasifican para el torneo final.

El calendario de cada grupo es el siguiente, con dos días de descanso entre cada jornada (Artículo 20.04 del Reglamento):[4]

## Sorteo
El sorteo se realizó el 6 de diciembre de 2018 en Nyon, Suiza.

## Ronda de clasificación

#### Grupo 1
País anfitrión: Polonia
| Equipo              | Pts | PJ | PG | PE | PP | GF | GC | Dif |
| ------------------- | --- | -- | -- | -- | -- | -- | -- | --- |
| Bélgica             | 7   | 3  | 2  | 1  | 0  | 17 | 3  | +14 |
| Polonia             | 7   | 3  | 2  | 1  | 0  | 16 | 4  | +12 |
| Macedonia del Norte | 3   | 3  | 1  | 0  | 2  | 7  | 6  | +1  |
| Liechtenstein       | 0   | 3  | 0  | 0  | 3  | 0  | 27 | -27 |

| 9 de octubre de 2019, 15:30 | Bélgica | 12:0 (4:0) | Liechtenstein | OSiR Włocławek, Włocławek, Polonia |                           |
|                             | - Descotte 22', 45+2', 46', 48' - El Gharbi 31', 36' - De Wilde 61', 71' - Eeckhout 69' - Mbangula Tshifunda 77' - Calut 80' (pen.) - Dwomoh 84' | Reporte    |               | Árbitro(s): Suren Baliyan          | Árbitro(s): Suren Baliyan |

| 9 de octubre de 2019, 15:30 | Macedonia del Norte            | 2:3 (1:1) | Polonia                                       | Stadion Miejski, Toruń, Polonia |                             |
|                             | - Gjorgoski 19' - Saitoski 87' | Reporte   | - 29' Balcewicz - 63' Kusztal - 70' Kozłowski | Árbitro(s): Paul Mclaughlin     | Árbitro(s): Paul Mclaughlin |

| 12 de octubre de 2019, 11:00 | Bélgica                                           | 3:1 (1:0) | Macedonia del Norte | Inowrocławskie Olympians, Inowrocław, Polonia |                                 |
|                              | - Oyen 26' - Mbangula Tshifunda 53' - Olaigbe 55' | Reporte   | - 73' Saitoski      | Árbitro(s): Matthew De Gabriele               | Árbitro(s): Matthew De Gabriele |

| 12 de octubre de 2019, 15:30 | Polonia                                                                                                   | 11:0 (9:0) | Liechtenstein | Inowrocławskie Olympians, Inowrocław, Polonia |                           |
|                              | - Włodarczyk 2', 6', 17', 40', 43' - Mosór 22' - Kusztal 28' - Kozłowski 34', 45+2' - Wasilewski 56', 75' | Reporte    |               | Árbitro(s): Suren Baliyan                     | Árbitro(s): Suren Baliyan |

| 15 de octubre de 2019, 15:30 | Polonia                  | 2:2 (0:1) | Bélgica                             | OSiR Włocławek, Włocławek, Polonia |                             |
|                              | - Mosór 61' - Matuła 84' | Reporte   | - 20' Engwanda Ongena - 59' Olaigbe | Árbitro(s): Paul Mclaughlin        | Árbitro(s): Paul Mclaughlin |

| 15 de octubre de 2019, 15:30 | Liechtenstein | 0:4 (0:2) | Macedonia del Norte                          | Stadion Miejski, Toruń, Polonia |                                 |
|                              |               | Reporte   | - 36' Taipi - 45+3' Feta - 50', 89' Saitoski | Árbitro(s): Matthew De Gabriele | Árbitro(s): Matthew De Gabriele |

#### Grupo 2
País anfitrión: Luxemburgo
| Equipo            | Pts | PJ | PG | PE | PP | GF | GC | Dif |
| ----------------- | --- | -- | -- | -- | -- | -- | -- | --- |
| Italia            | 9   | 3  | 3  | 0  | 0  | 12 | 0  | +12 |
| Turquía           | 6   | 3  | 2  | 0  | 1  | 8  | 5  | +3  |
| Irlanda del Norte | 3   | 3  | 1  | 0  | 2  | 7  | 6  | +1  |
| Luxemburgo        | 0   | 3  | 0  | 0  | 3  | 1  | 17 | -16 |

| 24 de octubre de 2019 | Italia                                                                                              | 6:0 (2:0) | Luxemburgo | Estadio Municipal Rumelange, Rumelange, Luxemburgo |                                          |
|                       | - Magazzù 9' - Rossi 39' - Monteiro De Oliveira 53' (a.g.) - Baldanzi 58' - Rosa 72' - Cepele 90+2' | Reporte   |            | Árbitro(s): Kári Jóannesarson Á Høvdanum           | Árbitro(s): Kári Jóannesarson Á Høvdanum |

| 24 de octubre de 2019 | Irlanda del Norte | 0:4 (0:3) | Turquía                                   | Stade rue Henri Dunant, Beggen, Luxemburgo |                           |
|                       |                   | Reporte   | - 3', 37' Beyaz - 34' Dibek - 59' Demirel | Árbitro(s): Marcel Birsan                  | Árbitro(s): Marcel Birsan |

| 27 de octubre de 2019 | Italia                    | 2:0 (2:0) | Irlanda del Norte | Estadio Municipal Rumelange, Rumelange, Luxemburgo |                           |
|                       | - Rossi 11' - Magazzù 45' | Reporte   |                   | Árbitro(s): Admir Šehović                          | Árbitro(s): Admir Šehović |

| 27 de octubre de 2019 | Turquía                                     | 4:1 (1:1) | Luxemburgo     | Stade John Grün, Mondorf-les-Bains, Luxemburgo |                                          |
|                       | - Demirel 16', 88' - Kaplan 52' - Beyaz 77' | Reporte   | - 34' Dzogovic | Árbitro(s): Kári Jóannesarson Á Høvdanum       | Árbitro(s): Kári Jóannesarson Á Høvdanum |

| 30 de octubre de 2019 | Turquía | 0:4 (0:3) | Italia                                        | Stade John Grün, Mondorf-les-Bains, Luxemburgo |                           |
|                       |         | Reporte   | - 16' Magazzù - 39', 54' Miretti - 41' Cepele | Árbitro(s): Marcel Birsan                      | Árbitro(s): Marcel Birsan |

| 30 de octubre de 2019 | Luxemburgo | 0:7 (0:5) | Irlanda del Norte                                                                                           | Stade rue Henri Dunant, Beggen, Luxemburgo |                           |
|                       |            | Reporte   | - 1', 30' (pen.) Mcallister - 9' Stewart - 12' McCausland - 45+1' McGuckin - 60' (a.g.) Rossler - 69' Allen | Árbitro(s): Admir Šehović                  | Árbitro(s): Admir Šehović |

#### Grupo 3
País anfitrión: República de Irlanda
| Equipo     | Pts | PJ | PG | PE | PP | GF | GC | Dif |
| ---------- | --- | -- | -- | -- | -- | -- | -- | --- |
| Irlanda    | 9   | 3  | 3  | 0  | 0  | 13 | 3  | +10 |
| Montenegro | 3   | 3  | 1  | 0  | 2  | 3  | 4  | -1  |
| Israel     | 3   | 3  | 1  | 0  | 2  | 3  | 5  | -2  |
| Andorra    | 3   | 3  | 1  | 0  | 2  | 1  | 8  | -7  |

| 12 de noviembre de 2019 | Montenegro | 0:1 (0:1) | Israel      | St Colman's Park, Cobh, República de Irlanda |                         |
|                         |            | Reporte   | - 7' Yifrah | Árbitro(s): Mario Zebec                      | Árbitro(s): Mario Zebec |

| 12 de noviembre de 2019 | Irlanda                                                                                   | 6:0 (4:0) | Andorra | Turners Cross, Cork , República de Irlanda |                              |
|                         | - Mahon 3' - Del Pozo Sanjaume 22' (a.g.) - Ferguson 24', 28' - Conroy 71' - Kavanagh 77' | Reporte   |         | Árbitro(s): Aleksei Matyunin               | Árbitro(s): Aleksei Matyunin |

| 15 de noviembre de 2019 | Israel | 0:1 (0:0) | Andorra               | St Colman's Park, Cobh, República de Irlanda |                              |
|                         |        | Reporte   | - 73' Rodrigues Trave | Árbitro(s): Aleksei Matyunin                 | Árbitro(s): Aleksei Matyunin |

| 15 de noviembre de 2019 | Irlanda                                   | 3:1 (0:0) | Montenegro  | Turners Cross, Cork, República de Irlanda |                           |
|                         | - Mccormack 57', 81' - Garcia McNulty 65' | Reporte   | - 58' Bakić | Árbitro(s): Ferenc Karakó                 | Árbitro(s): Ferenc Karakó |

| 18 de noviembre de 2019 | Israel                       | 3:4 (0:2) | Irlanda                                                           | Turners Cross, Cork, República de Irlanda |                         |
|                         | - Shafiki 52' - Turgeman 87' | Reporte   | - 17' O'Neill - 45' Garcia McNulty - 50' Armstrong - 62' Ferguson | Árbitro(s): Mario Zebec                   | Árbitro(s): Mario Zebec |

| 18 de noviembre de 2019 | Andorra | 0:2 (0:0) | Montenegro                  | St Colman's Park, Cobh, República de Irlanda |                           |
|                         |         | Reporte   | - 83' Dašić - 90+3' Vukotic | Árbitro(s): Ferenc Karakó                    | Árbitro(s): Ferenc Karakó |

#### Grupo 4
País anfitrión: Suecia
| Equipo      | Pts | PJ | PG | PE | PP | GF | GC | Dif |
| ----------- | --- | -- | -- | -- | -- | -- | -- | --- |
| Dinamarca   | 9   | 3  | 3  | 0  | 0  | 17 | 3  | +14 |
| Suecia      | 6   | 3  | 2  | 0  | 1  | 7  | 7  | 0   |
| Lituania    | 3   | 3  | 1  | 0  | 2  | 7  | 11 | -4  |
| Islas Feroe | 0   | 3  | 0  | 0  | 3  | 2  | 12 | -10 |

| 27 de septiembre de 2019, 16:00 | Suecia                                                       | 4:2 (1:1) | Lituania                         | Harlyckans IP, Helsingborg, Suecia |                        |
|                                 | - Andersson 45' (pen.), 78' - Wilhelmsson 60' - Mattsson 64' | Reporte   | - Jarusevičius 39' - Spyčius 52' | Árbitro(s): Yigal Frid             | Árbitro(s): Yigal Frid |

| 27 de septiembre de 2019, 16:00 | Islas Feroe     | 1:6 (0:2) | Dinamarca                                                                  | Laröds IP, Helsingborg, Suecia |                           |
|                                 | - Kallsberg 69' | Reporte   | - Rasmussen 30' - Faghir 35', 88' - Pedersen 48' - Vick 55' - Andersen 89' | Árbitro(s): Rahim Hasanov      | Árbitro(s): Rahim Hasanov |

| 30 de septiembre de 2019, 16:00 | Suecia                        | 2:0 (1:0) | Islas Feroe | Harlyckans IP, Helsingborg, Suecia |                        |
|                                 | - Nåvik 30' - Wilhelmsson 76' | Reporte   |             | Árbitro(s): Yigal Frid             | Árbitro(s): Yigal Frid |

| 30 de septiembre de 2019, 16:00 | Dinamarca                                                                            | 6:1 (2:0) | Lituania    | Laröds IP, Helsingborg, Suecia |                             |
|                                 | - Højlund 3' - Lind 37' (pen.) - Faghir 75' - Randolf 78' - Dall 83' - V. Jensen 90' | Reporte   | - Buzas 61' | Árbitro(s): Dragan Petrović    | Árbitro(s): Dragan Petrović |

| 3 de octubre de 2019, 16:00 | Dinamarca                                                                  | 5:1 (3:1) | Suecia         | Harlyckans IP, Helsingborg, Suecia |                             |
|                             | - Bredahl Pedersen 23', 32' - Panjeskovic 45' - Faghir 49' - Munk Dall 81' | Reporte   | - 6' Andersson | Árbitro(s): Dragan Petrovic        | Árbitro(s): Dragan Petrovic |

| 3 de octubre de 2019, 16:00 | Lituania                                                     | 4:1 (2:0) | Islas Feroe  | Laröds IP, Helsingborg, Suecia |                           |
|                             | - Slivka 21' - Jarusevičius 45+1', 90+1' (pen.) - Dzinga 69' | Reporte   | - 56' Hansen | Árbitro(s): Rahim Hasanov      | Árbitro(s): Rahim Hasanov |

#### Grupo 5
País anfitrión: Chipre
| Equipo     | Pts | PJ | PG | PE | PP | GF | GC | Dif |
| ---------- | --- | -- | -- | -- | -- | -- | -- | --- |
| Francia    | 9   | 3  | 3  | 0  | 0  | 12 | 0  | +12 |
| Eslovaquia | 6   | 3  | 2  | 0  | 1  | 12 | 3  | +9  |
| Chipre     | 3   | 3  | 1  | 0  | 2  | 3  | 5  | -2  |
| Gibraltar  | 0   | 3  | 0  | 0  | 3  | 1  | 20 | -19 |

| 22 de octubre de 2019 | Francia                                                                                             | 8:0 (2:0) | Gibraltar | Sotira Municipal Stadium, Sotira, Chipre |                          |
| 15:00 (GMT+3)         | - Ben Seghir 13' - Tchaouna 16' (pen.), 47' - Mejbri 49', 55' - Douath 60' - Abline 67', 86' (pen.) | Reporte   |           | Árbitro(s): Juxhin Xhaja                 | Árbitro(s): Juxhin Xhaja |

| 22 de octubre de 2019 | Chipre | 0:3 (0:2) | Eslovaquia                                                | Estadio GSZ, Lárnaca, Chipre |                            |
| 15:00 (GMT+3)         |        | Reporte   | - 41' (pen.) Kotlár - 45+5' (pen.) Jambor - 90+7' Macejko | Árbitro(s): Kai Erik Steen   | Árbitro(s): Kai Erik Steen |

| 25 de octubre de 2019 | Francia           | 2:0 (1:0) | Chipre | Estadio GSZ, Lárnaca, Chipre   |                                |
| 15:00 (GMT+3)         | - Abline 42', 79' | Reporte   |        | Árbitro(s): Robert Ian Jenkins | Árbitro(s): Robert Ian Jenkins |

| 25 de octubre de 2019 | Eslovaquia | 9:1 (4:1) | Gibraltar           | Sotira Municipal Stadium, Sotira, Chipre |                          |
| 15:00 (GMT+3)         | - Jambor 3' (pen.) - Veliký 18', 74' - Szalma 41' - Urgela 45' - Božík 76' - Šmatlák 85' - Kotlár 90+1' (pen.) - Čongrády 90+3' | Reporte   | - 28' Zammitt-Agius | Árbitro(s): Juxhin Xhaja                 | Árbitro(s): Juxhin Xhaja |

| 28 de octubre de 2019 | Eslovaquia | 0:2 (0:1) | Francia                      | Sotira Municipal Stadium, Sotira, Chipre |                            |
| 16:00 (GMT+3)         |            | Reporte   | - 25' Abline - 90+3' Tramoni | Árbitro(s): Kai Erik Steen               | Árbitro(s): Kai Erik Steen |

| 28 de octubre de 2019 | Gibraltar | 0:3 (0:2) | Chipre                                   | Estadio GSZ, Lárnaca, Chipre   |                                |
| 16:00 (GMT+3)         |           | Reporte   | - 35' Georgiou - 39' Kostis - 78' Loizou | Árbitro(s): Robert Ian Jenkins | Árbitro(s): Robert Ian Jenkins |

#### Grupo 6
País anfitrión: Bielorrusia
| Equipo      | Pts | PJ | PG | PE | PP | GF | GC | Dif |
| ----------- | --- | -- | -- | -- | -- | -- | -- | --- |
| Hungría     | 5   | 3  | 1  | 2  | 0  | 3  | 0  | +3  |
| Serbia      | 4   | 3  | 1  | 1  | 1  | 3  | 3  | 0   |
| Bielorrusia | 4   | 3  | 1  | 1  | 1  | 2  | 2  | 0   |
| Letonia     | 3   | 3  | 1  | 0  | 2  | 2  | 5  | -3  |

| 24 de octubre de 2019 | Serbia       | 1:2 (0:1) | Letonia                        | Dinamo Minsk, Minsk, Bielorrusia |                            |
|                       | - Krstić 83' | Reporte   | - 13' Fjodorovs - 69' Kaušelis | Árbitro(s): Nicholas Walsh       | Árbitro(s): Nicholas Walsh |

| 24 de octubre de 2019 | Bielorrusia | 0:0     | Hungría | Estadio Traktar, Minsk, Bielorrusia |                             |
|                       |             | Reporte |         | Árbitro(s): Nicolas Laforge         | Árbitro(s): Nicolas Laforge |

| 27 de octubre de 2019 | Serbia            | 2:1 (2:1) | Bielorrusia    | Estadio Traktar, Minsk, Bielorrusia |                            |
|                       | - Krstić 39', 44' | Reporte   | - 15' Zinovich | Árbitro(s): Nicholas Walsh          | Árbitro(s): Nicholas Walsh |

| 27 de octubre de 2019 | Hungría                                                         | 3:0 (0:0) | Letonia | Estadio Torpedo, Zhodino, Bielorrusia |                          |
|                       | - Németh 54' (pen.) - Fjodorovs 56' (a.g.) - Bakos 90+3' (pen.) | Reporte   |         | Árbitro(s): Barbeno Luca              | Árbitro(s): Barbeno Luca |

| 30 de octubre de 2019 | Hungría | 0:0     | Serbia | Dinamo Minsk, Minsk, Bielorrusia |                             |
|                       |         | Reporte |        | Árbitro(s): Nicolas Laforge      | Árbitro(s): Nicolas Laforge |

| 30 de octubre de 2019 | Letonia | 0:1 (0:0) | Bielorrusia     | Estadio Traktar, Minsk, Bielorrusia |                          |
|                       |         | Reporte   | - 88' Kuznetsov | Árbitro(s): Barbeno Luca            | Árbitro(s): Barbeno Luca |

#### Grupo 7
País anfitrión: Escocia
| Equipo   | Pts | PJ | PG | PE | PP | GF | GC | Dif |
| -------- | --- | -- | -- | -- | -- | -- | -- | --- |
| Croacia  | 9   | 3  | 3  | 0  | 0  | 9  | 3  | +6  |
| Escocia  | 6   | 3  | 2  | 0  | 1  | 5  | 3  | +2  |
| Armenia  | 3   | 3  | 1  | 0  | 2  | 1  | 6  | -5  |
| Islandia | 0   | 3  | 0  | 0  | 3  | 3  | 6  | -3  |

| 22 de octubre de 2019 | Islandia                            | 2:3 (1:2) | Croacia                                   | Oriam, Edimburgo, Escocia |                           |
| 12:00 (GMT+1)         | - Óskarsson 40' - Djuric 84' (pen.) | Reporte   | - 9' Barišić - 17' Ćubelić - 77' Petrović | Árbitro(s): Michal Ocenáš | Árbitro(s): Michal Ocenáš |

| 22 de octubre de 2019 | Escocia                    | 2:0 (1:0) | Armenia | Forthbank Stadium, Stirling, Escocia |                              |
| 18:00 (GMT+1)         | - Mochrie 8' - Fairley 58' | Reporte   |         | Árbitro(s): Dejan Jakimovksi         | Árbitro(s): Dejan Jakimovksi |

| 25 de octubre de 2019 | Croacia                                    | 4:0 (2:0) | Armenia | Oriam, Edimburgo, Escocia    |                              |
| 12:00 (GMT+1)         | - Duvnjak 1' - Barišić 9', 71' - Bilić 64' | Reporte   |         | Árbitro(s): Dejan Jakimovksi | Árbitro(s): Dejan Jakimovksi |

| 25 de octubre de 2019 | Escocia             | 2:1 (1:1) | Islandia     | Forthbank Stadium, Stirling, Escocia |                       |
| 18:00 (GMT+1)         | - Morrison 31', 70' | Reporte   | - 19' Djuric | Árbitro(s): Genc Nuza                | Árbitro(s): Genc Nuza |

| 28 de octubre de 2019 | Croacia                       | 2:1 (0:0) | Escocia               | Forthbank Stadium, Stirling, Escocia |                           |
| 20:05 (GMT+1)         | - Kanižaj 69' - Šaranić 90+1' | Reporte   | - 75' (pen.) Hanratty | Árbitro(s): Michal Ocenáš            | Árbitro(s): Michal Ocenáš |

| 28 de octubre de 2019 | Armenia        | 1:0 (1:0) | Islandia | Oriam, Edimburgo, Escocia |                       |
| 20:05 (GMT+1)         | - Hakobyan 37' | Reporte   |          | Árbitro(s): Genc Nuza     | Árbitro(s): Genc Nuza |

#### Grupo 8
País anfitrión: Portugal
| Equipo   | Pts | PJ | PG | PE | PP | GF | GC | Dif |
| -------- | --- | -- | -- | -- | -- | -- | -- | --- |
| Ucrania  | 7   | 3  | 2  | 1  | 0  | 4  | 0  | 4   |
| Portugal | 5   | 3  | 1  | 2  | 0  | 4  | 0  | 4   |
| Georgia  | 2   | 3  | 0  | 2  | 1  | 0  | 2  | -2  |
| Albania  | 1   | 3  | 0  | 1  | 2  | 0  | 6  | -6  |

| 13 de noviembre de 2019 | Portugal                                                  | 4:0 (2:0) | Albania | Estádio do Fontelo, Viseu, Portugal |                            |
|                         | - Ferreira 26' - Nabian 36' - Fernandes 53' - Resende 87' | Reporte   |         | Árbitro(s): Boris Marhefka          | Árbitro(s): Boris Marhefka |

| 13 de noviembre de 2019 | Georgia | 0:2 (0:0) | Ucrania                        | Estádio Municipal de Mangualde, Mangualde, Portugal |                           |
|                         |         | Reporte   | - 51' Voloshyn - 76' Ocheretko | Árbitro(s): Daniyar Sakhi                           | Árbitro(s): Daniyar Sakhi |

| 16 de noviembre de 2019 | Ucrania | 2:0 (0:0) | Albania | Estádio Municipal de Nelas, Nelas, Portugal |                  |
|                         |         | Reporte   |         | Árbitro(s): [[]]                            | Árbitro(s): [[]] |

| 16 de noviembre de 2019 | Portugal | 0:0 (0:0) | Georgia | Estádio João Cardoso, Tondela, Portugal |                  |
|                         |          | Reporte   |         | Árbitro(s): [[]]                        | Árbitro(s): [[]] |

| 19 de noviembre de 2019 | Ucrania | 0:0 (0:0) | Portugal | Estádio do Fontelo, Viseu, Portugal |                  |
|                         |         | Reporte   |          | Árbitro(s): [[]]                    | Árbitro(s): [[]] |

| 19 de noviembre de 2019 | Albania | 0:0 (0:0) | Georgia | Estádio Municipal de Mangualde, Mangualde, Portugal |                  |
|                         |         | Reporte   |         | Árbitro(s): [[]]                                    | Árbitro(s): [[]] |

#### Grupo 9
País anfitrión: Grecia
| Equipo     | Pts | PJ | PG | PE | PP | GF | GC | Dif |
| ---------- | --- | -- | -- | -- | -- | -- | -- | --- |
| Grecia     | 9   | 3  | 3  | 0  | 0  | 13 | 2  | 11  |
| Alemania   | 6   | 3  | 2  | 0  | 1  | 7  | 2  | 5   |
| Kazajistán | 3   | 3  | 1  | 0  | 2  | 3  | 10 | -7  |
| Azerbaiyán | 0   | 3  | 0  | 0  | 3  | 1  | 10 | -9  |

| 13 de noviembre de 2019 | Alemania                                                   | 5:0 (3:0) | Kazajistán | Pampeloponnisiako Stadium, Patras, Grecia |                            |
|                         | - Rhein 10', 27' - Calhanoglu 15' - Netz 74' - Schmidt 77' | Reporte   |            | Árbitro(s): Alexandru Tean                | Árbitro(s): Alexandru Tean |

| 13 de noviembre de 2019 | Azerbaiyán          | 1:6 (3:0) | Grecia                                                                                       | Papacharalambio Ethniko, Nafpaktos, Grecia |                             |
|                         | - Vardar 62' (pen.) | Reporte   | - 36' (pen.), 84' Liatsos - 44' Koutsias - 45+1' Kitsakis - 74' Christopoulos - 90+5' Syrmis | Árbitro(s): Ondrej Pechanec                | Árbitro(s): Ondrej Pechanec |

| 16 de noviembre de 2019 | Alemania | 2:0 (1:0) | Azerbaiyán | Pampeloponnisiako Stadium, Patras, Grecia |  |
|                         |          |           |            | Árbitro(s): [[]]                          |  |

| 16 de noviembre de 2019 | Grecia | 5:1 (1:0) | Kazajistán | Papacharalambio Ethniko, Nafpaktos, Grecia |  |
|                         |        |           |            | Árbitro(s): [[]]                           |  |

| 19 de noviembre de 2019 | Grecia | 2:0 (0:0) | Alemania | Papacharalambio Ethniko, Nafpaktos, Grecia |  |
|                         |        |           |          | Árbitro(s): [[]]                           |  |

| 19 de noviembre de 2019 | Kazajistán | 2:0 (1:0) | Azerbaiyán | Pampeloponnisiako Stadium, Patras, Grecia |  |
|                         |            |           |            | Árbitro(s): [[]]                          |  |

#### Grupo 10
País anfitrión: Rumania
| Equipo     | Pts | PJ | PG | PE | PP | GF | GC | Dif |
| ---------- | --- | -- | -- | -- | -- | -- | -- | --- |
| Rusia      | 6   | 3  | 2  | 0  | 1  | 9  | 2  | +7  |
| Suiza      | 6   | 3  | 2  | 0  | 1  | 9  | 2  | +7  |
| Rumania    | 6   | 3  | 2  | 0  | 1  | 7  | 1  | +6  |
| San Marino | 0   | 3  | 0  | 0  | 3  | 0  | 20 | -20 |

| 24 de octubre de 2019 | Rusia                                                                                     | 7:0 (3:0) | San Marino | Football Centre FRF, Buftea, Rumania |                           |
|                       | - Zakharyan 11' - Sokolov 12' - Shitov 44' - Abdusalamov 77', 79', 84' (pen.) - Levin 86' | Reporte   |            | Árbitro(s): Jason Barcelo            | Árbitro(s): Jason Barcelo |

| 24 de octubre de 2019 | Rumania | 0:1 (0:1) | Suiza      | Football Centre FRF, Mogoșoaia, Rumania |                                   |
|                       |         | Reporte   | - 37' Fink | Árbitro(s): Aleksandrs Anufrijevs       | Árbitro(s): Aleksandrs Anufrijevs |

| 27 de octubre de 2019 | Rusia | 0:1 (0:0) | Rumania       | Football Centre FRF, Mogoșoaia, Rumania |                             |
|                       |       | Reporte   | - 68' Pandele | Árbitro(s): Nejc Kajtazovic             | Árbitro(s): Nejc Kajtazovic |

| 27 de octubre de 2019 | Suiza                                                                      | 7:0 (2:0) | San Marino | Football Centre FRF, Buftea, Rumania |                           |
|                       | - Rossier 3', 60' - Owusu 23' - Fink 52' - Ribeiro 70', 71' - Hunziker 82' | Reporte   |            | Árbitro(s): Jason Barcelo            | Árbitro(s): Jason Barcelo |

| 30 de octubre de 2019 | Suiza      | 1:2 (1:0) | Rusia                     | Football Centre FRF, Buftea, Rumania |                                   |
|                       | - Fink 31' | Reporte   | - 53' (pen.), 64' Sokolov | Árbitro(s): Aleksandrs Anufrijevs    | Árbitro(s): Aleksandrs Anufrijevs |

| 30 de octubre de 2019 | San Marino | 0:6 (0:5) | Rumania                                                                           | Football Centre FRF, Mogoșoaia, Rumania |                             |
|                       |            | Reporte   | - 19' Bodisteanu - 25' Lazar - 30' Andronache - 31', 45+1' Malaele - 88' Negoescu | Árbitro(s): Nejc Kajtazovic             | Árbitro(s): Nejc Kajtazovic |

#### Grupo 11
País anfitrión: Finlandia
| Equipo               | Pts | PJ | PG | PE | PP | GF | GC | Dif |
| -------------------- | --- | -- | -- | -- | -- | -- | -- | --- |
| Finlandia            | 7   | 3  | 2  | 1  | 0  | 5  | 1  | 4   |
| República Checa      | 5   | 3  | 1  | 2  | 0  | 4  | 1  | 3   |
| Bosnia y Herzegovina | 3   | 3  | 1  | 0  | 2  | 5  | 6  | -1  |
| Moldavia             | 1   | 3  | 0  | 1  | 2  | 0  | 6  | -6  |

| 25 de septiembre de 2019, 12:00 | Bosnia y Herzegovina                   | 3:0 (1:0) | Moldavia | Keskusliikuntapuisto, Kaarina, Finlandia |                             |
|                                 | - Alijagić 28' (pen.), 49' - Musić 62' | Reporte   |          | Árbitro(s): Loukas Sotiriou              | Árbitro(s): Loukas Sotiriou |

| 25 de septiembre de 2019, 15:30 | Finlandia | 0:0 (0:0) | República Checa | Salom Urheilupuisto, Salo, Finlandia |                              |
|                                 |           | Reporte   |                 | Árbitro(s): Nathan Verboomen         | Árbitro(s): Nathan Verboomen |

| 28 de septiembre de 2019, 12:00 | Bosnia y Herzegovina | 1:2 (1:1) | Finlandia        | Keskusliikuntapuisto, Kaarina, Finlandia |                          |
|                                 | - Alijagić 44'       | Reporte   | - 24', 70' Walta | Árbitro(s): Tim Marshall                 | Árbitro(s): Tim Marshall |

| 28 de septiembre de 2019, 15:30 | República Checa | 0:0 (0:0) | Moldavia | Keskusurheilupuisto, Parainen, Finlandia |                             |
|                                 |                 | Reporte   |          | Árbitro(s): Loukas Sotiriou              | Árbitro(s): Loukas Sotiriou |

| 1 de octubre de 2019, 15:30 | República Checa                                 | 4:1 (2:0) | Bosnia y Herzegovina | Salom Urheilupuisto, Salo, Finlandia |                              |
|                             | - Uriča 24' - Vecheta 42' - Vitík 52' - Šíp 54' | Reporte   | - 86' Mehičević      | Árbitro(s): Nathan Verboomen         | Árbitro(s): Nathan Verboomen |

| 1 de octubre de 2019, 15:30 | Moldavia | 0:3 (0:3) | Finlandia                                | Keskusurheilupuisto, Parainen, Finlandia |                          |
|                             |          | Reporte   | - 20' Pyythiä - 28' Paananen - 38' Terho | Árbitro(s): Tim Marshall                 | Árbitro(s): Tim Marshall |

#### Grupo 12
País anfitrión: Holanda
| Equipo       | Pts | PJ | PG | PE | PP | GF | GC | Dif |
| ------------ | --- | -- | -- | -- | -- | -- | -- | --- |
| Países Bajos | 7   | 3  | 2  | 1  | 0  | 4  | 2  | +2  |
| Gales        | 6   | 3  | 2  | 0  | 1  | 6  | 3  | +3  |
| Eslovenia    | 3   | 3  | 1  | 0  | 2  | 2  | 2  | 0   |
| Kosovo       | 1   | 3  | 0  | 1  | 2  | 2  | 7  | -5  |

| 9 de octubre de 2019 | Gales            | 1:0 (0:0) | Eslovenia | Sportpark Parkzicht, Uden, Holanda |                            |
| 16:00 (GMT+2)        | - Williams 90+2' | Reporte   |           | Árbitro(s): Lionel Tschudi         | Árbitro(s): Lionel Tschudi |

| 9 de octubre de 2019 | Países Bajos  | 1:1 (1:0) | Kosovo     | sV Venray, Venray, Holanda     |                                |
| 19:00 (GMT+2)        | - Jimenez 10' | Reporte   | - 69' Hana | Árbitro(s): Kristoffer Hagenes | Árbitro(s): Kristoffer Hagenes |

| 12 de octubre de 2019 | Eslovenia                | 2:0 (1:0) | Kosovo | sV Venray, Venray, Holanda     |                                |
| 13:00 (GMT+2)         | - Šeško 12' - Zajšek 86' | Reporte   |        | Árbitro(s): Kristoffer Hagenes | Árbitro(s): Kristoffer Hagenes |

| 12 de octubre de 2019 | Países Bajos              | 2:1 (0:1) | Gales                | Sportpark Parkzicht, Uden, Holanda |                             |
| 19:00 (GMT+2)         | - Simons 50' - Barasi 79' | Reporte   | - 41' (pen.) Viggars | Árbitro(s): Milovan Milacic        | Árbitro(s): Milovan Milacic |

| 15 de octubre de 2019 | Eslovenia | 0:1 (0:0) | Países Bajos    | sV Venray, Venray, Holanda |                            |
| 19:00 (GMT+2)         |           | Reporte   | - 55' Hoogewerf | Árbitro(s): Lionel Tschudi | Árbitro(s): Lionel Tschudi |

| 15 de octubre de 2019 | Kosovo      | 1:4 (0:3) | Gales                                                 | Sportpark Parkzicht, Uden, Holanda |                             |
| 19:00 (GMT+2)         | - Ademi 81' | Reporte   | - 16' Baker - 33' Dackers - 44' Higgins - 88' Edwards | Árbitro(s): Milovan Milacic        | Árbitro(s): Milovan Milacic |

#### Grupo 13
País anfitrión: Noruega
| Equipo   | Pts | PJ | PG | PE | PP | GF | GC | Dif |
| -------- | --- | -- | -- | -- | -- | -- | -- | --- |
| Austria  | 9   | 3  | 3  | 0  | 0  | 11 | 1  | +10 |
| Noruega  | 6   | 3  | 2  | 0  | 1  | 10 | 2  | +8  |
| Bulgaria | 3   | 3  | 1  | 0  | 2  | 6  | 6  | 0   |
| Malta    | 0   | 3  | 0  | 0  | 3  | 0  | 18 | -18 |

| 17 de octubre de 2019 | Austria                                                                       | 6:0 (4:0) | Malta | Briskebyen, Hamar, Noruega |                           |
| 13:00 (GMT+2)         | - Demir 13' - Wallner 18' - Kanuric 33' - Havel 37' - Barlov 83' - Coco 90+2' | Reporte   |       | Árbitro(s): Luis Teixeira  | Árbitro(s): Luis Teixeira |

| 17 de octubre de 2019 | Bulgaria        | 1:2 (0:0) | Noruega                              | Briskebyen, Hamar, Noruega |                         |
| 17:30 (GMT+2)         | - Smolenski 78' | Reporte   | - 63' (pen.) Gulliksen - 90+3' Bauer | Árbitro(s): Ümit Öztürk    | Árbitro(s): Ümit Öztürk |

| 20 de octubre de 2019 | Austria                                          | 4:1 (1:1) | Bulgaria      | Raufoss IL, Raufoss, Noruega      |                                   |
| 13:00 (GMT+2)         | - Coco 41' - Demir 51' - Wydra 58' - Kanuric 88' | Reporte   | - 38' Krastev | Árbitro(s): Helgi Mikael Jónasson | Árbitro(s): Helgi Mikael Jónasson |

| 20 de octubre de 2019 | Noruega                                                                   | 8:0 (6:0) | Malta | Raufoss IL, Raufoss, Noruega |                           |
| 17:30 (GMT+2)         | - Fiabema 1', 26', 32' - Gulliksen 7', 58', 68' - Arnstad 24' - Bauer 40' | Reporte   |       | Árbitro(s): Luis Teixeira    | Árbitro(s): Luis Teixeira |

| 23 de octubre de 2019 | Noruega | 0:1 (0:0) | Austria     | Briskebyen, Hamar, Noruega |                         |
| 17:00 (GMT+2)         |         | Reporte   | - 70' Demir | Árbitro(s): Ümit Öztürk    | Árbitro(s): Ümit Öztürk |

| 23 de octubre de 2019 | Malta | 0:4 (0:1) | Bulgaria                                          | Raufoss IL, Raufoss, Noruega      |                                   |
| 17:00 (GMT+2)         |       | Reporte   | - 37' Bonev - 69', 88' Smolenski - 90+1' Tsonchev | Árbitro(s): Helgi Mikael Jónasson | Árbitro(s): Helgi Mikael Jónasson |

### Ranking de los terceros puestos
Los cuatro mejores terceros lugares de los 13 grupos pasaban a la siguiente ronda junto a los 2 mejores de cada grupo. (Se contabilizan los resultados obtenidos en contra de los ganadores y los segundos clasificados de cada grupo).
| Pos. | Grupo | Equipo               | PJ | PG | PE | PP | GF | GC | DG | Pts |
| ---- | ----- | -------------------- | -- | -- | -- | -- | -- | -- | -- | --- |
| 1    | 10    | Rumania              | 2  | 1  | 0  | 1  | 1  | 1  | 0  | 3   |
| 2    | 3     | Israel               | 2  | 1  | 0  | 1  | 3  | 4  | -1 | 3   |
| 3    | 6     | Bielorrusia          | 2  | 0  | 1  | 1  | 1  | 2  | -1 | 1   |
| 4    | 8     | Georgia              | 2  | 0  | 1  | 1  | 0  | 2  | -2 | 1   |
| 5    | 12    | Eslovenia            | 2  | 0  | 0  | 2  | 0  | 2  | -2 | 0   |
| 6    | 1     | Macedonia del Norte  | 2  | 0  | 0  | 2  | 3  | 6  | -3 | 0   |
| 7    | 11    | Bosnia y Herzegovina | 2  | 0  | 0  | 2  | 2  | 6  | -4 | 0   |
| 8    | 13    | Bulgaria             | 2  | 0  | 0  | 2  | 2  | 6  | -4 | 0   |
| 9    | 5     | Chipre               | 2  | 0  | 0  | 2  | 0  | 5  | -5 | 0   |
| 10   | 2     | Irlanda del Norte    | 2  | 0  | 0  | 2  | 0  | 6  | -6 | 0   |
| 11   | 7     | Armenia              | 2  | 0  | 0  | 2  | 0  | 6  | -6 | 0   |
| 12   | 4     | Lituania             | 2  | 0  | 0  | 2  | 3  | 10 | -7 | 0   |
| 13   | 9     | Kazajistán           | 2  | 0  | 0  | 2  | 1  | 10 | -9 | 0   |

## Ronda Élite
Ronda de élite: los 32 equipos se dividen en ocho grupos de cuatro equipos. Los ocho ganadores del grupo y los siete mejores segundos lugares obtenidos ante el primer y tercer equipo clasificado en su grupo clasifican para el torneo final.

### Sorteo
El sorteo se realizó el 3 de diciembre de 2019 en Nyon, Suiza.

### Grupo 1
País anfitrión: Turquía
| Equipo      | Pts | PJ | PG | PE | PP | GF | GC | Dif |
| ----------- | --- | -- | -- | -- | -- | -- | -- | --- |
| Grecia      | 0   | 0  | 0  | 0  | 0  | 0  | 0  | 0   |
| Ucrania     | 0   | 0  | 0  | 0  | 0  | 0  | 0  | 0   |
| Turquía     | 0   | 0  | 0  | 0  | 0  | 0  | 0  | 0   |
| Bielorrusia | 0   | 0  | 0  | 0  | 0  | 0  | 0  | 0   |

| 25 de marzo de 2020 | Grecia | vs. | Bielorrusia |                  |  |
|                     |        |     |             | Árbitro(s): [[]] |  |

| 25 de marzo de 2020 | Turquía | vs. | Ucrania |                  |  |
|                     |         |     |         | Árbitro(s): [[]] |  |

| 28 de marzo de 2020 | Grecia | vs. | Turquía |                  |  |
|                     |        |     |         | Árbitro(s): [[]] |  |

| 28 de marzo de 2020 | Ucrania | vs. | Bielorrusia |                  |  |
|                     |         |     |             | Árbitro(s): [[]] |  |

| 31 de marzo de 2020 | Grecia | vs. | Ucrania |                  |  |
|                     |        |     |         | Árbitro(s): [[]] |  |

| 31 de marzo de 2020 | Bielorrusia | vs. | Turquía |                  |  |
|                     |             |     |         | Árbitro(s): [[]] |  |

### Grupo 2
País anfitrión: Polonia
| Equipo     | Pts | PJ | PG | PE | PP | GF | GC | Dif |
| ---------- | --- | -- | -- | -- | -- | -- | -- | --- |
| Italia     | 0   | 0  | 0  | 0  | 0  | 0  | 0  | 0   |
| Polonia    | 0   | 0  | 0  | 0  | 0  | 0  | 0  | 0   |
| Gales      | 0   | 0  | 0  | 0  | 0  | 0  | 0  | 0   |
| Montenegro | 0   | 0  | 0  | 0  | 0  | 0  | 0  | 0   |

| 25 de marzo de 2020 | Italia | vs. | Montenegro |                  |  |
|                     |        |     |            | Árbitro(s): [[]] |  |

| 25 de marzo de 2020 | Gales | vs. | Polonia |                  |  |
|                     |       |     |         | Árbitro(s): [[]] |  |

| 28 de marzo de 2020 | Italia | vs. | Gales |                  |  |
|                     |        |     |       | Árbitro(s): [[]] |  |

| 28 de marzo de 2020 | Polonia | vs. | Montenegro |                  |  |
|                     |         |     |            | Árbitro(s): [[]] |  |

| 31 de marzo de 2020 | Polonia | vs. | Italia |                  |  |
|                     |         |     |        | Árbitro(s): [[]] |  |

| 31 de marzo de 2020 | Montenegro | vs. | Gales |                  |  |
|                     |            |     |       | Árbitro(s): [[]] |  |

### Grupo 3
País anfitrión: Israel
| Equipo  | Pts | PJ | PG | PE | PP | GF | GC | Dif |
| ------- | --- | -- | -- | -- | -- | -- | -- | --- |
| España  | 0   | 0  | 0  | 0  | 0  | 0  | 0  | 0   |
| Croacia | 0   | 0  | 0  | 0  | 0  | 0  | 0  | 0   |
| Suiza   | 0   | 0  | 0  | 0  | 0  | 0  | 0  | 0   |
| Israel  | 0   | 0  | 0  | 0  | 0  | 0  | 0  | 0   |

| 25 de marzo de 2020 | España | vs. | Israel |                  |  |
|                     |        |     |        | Árbitro(s): [[]] |  |

| 25 de marzo de 2020 | Suiza | vs. | Croacia |                  |  |
|                     |       |     |         | Árbitro(s): [[]] |  |

| 28 de marzo de 2020 | España | vs. | Suiza |                  |  |
|                     |        |     |       | Árbitro(s): [[]] |  |

| 28 de marzo de 2020 | Croacia | vs. | Israel |                  |  |
|                     |         |     |        | Árbitro(s): [[]] |  |

| 31 de marzo de 2020 | Croacia | vs. | España |                  |  |
|                     |         |     |        | Árbitro(s): [[]] |  |

| 31 de marzo de 2020 | Israel | vs. | Suiza |                  |  |
|                     |        |     |       | Árbitro(s): [[]] |  |

### Grupo 4
País anfitrión: Escocia
| Equipo          | Pts | PJ | PG | PE | PP | GF | GC | Dif |
| --------------- | --- | -- | -- | -- | -- | -- | -- | --- |
| Irlanda         | 0   | 0  | 0  | 0  | 0  | 0  | 0  | 0   |
| Eslovaquia      | 0   | 0  | 0  | 0  | 0  | 0  | 0  | 0   |
| Escocia         | 0   | 0  | 0  | 0  | 0  | 0  | 0  | 0   |
| República Checa | 0   | 0  | 0  | 0  | 0  | 0  | 0  | 0   |

| 25 de marzo de 2020 | Irlanda | vs. | República Checa |                  |  |
|                     |         |     |                 | Árbitro(s): [[]] |  |

| 25 de marzo de 2020 | Escocia | vs. | Eslovaquia |                  |  |
|                     |         |     |            | Árbitro(s): [[]] |  |

| 28 de marzo de 2020 | Irlanda | vs. | Escocia |                  |  |
|                     |         |     |         | Árbitro(s): [[]] |  |

| 28 de marzo de 2020 | Eslovaquia | vs. | República Checa |                  |  |
|                     |            |     |                 | Árbitro(s): [[]] |  |

| 31 de marzo de 2020 | Eslovaquia | vs. | Irlanda |                  |  |
|                     |            |     |         | Árbitro(s): [[]] |  |

| 31 de marzo de 2020 | República Checa | vs. | Escocia |                  |  |
|                     |                 |     |         | Árbitro(s): [[]] |  |

### Grupo 5
País anfitrión: Austria
| Equipo       | Pts | PJ | PG | PE | PP | GF | GC | Dif |
| ------------ | --- | -- | -- | -- | -- | -- | -- | --- |
| Austria      | 0   | 0  | 0  | 0  | 0  | 0  | 0  | 0   |
| Países Bajos | 0   | 0  | 0  | 0  | 0  | 0  | 0  | 0   |
| Alemania     | 0   | 0  | 0  | 0  | 0  | 0  | 0  | 0   |
| Portugal     | 0   | 0  | 0  | 0  | 0  | 0  | 0  | 0   |

| 25 de marzo de 2020 | Austria | vs. | Portugal |                  |  |
|                     |         |     |          | Árbitro(s): [[]] |  |

| 25 de marzo de 2020 | Alemania | vs. | Países Bajos |                  |  |
|                     |          |     |              | Árbitro(s): [[]] |  |

| 28 de marzo de 2020 | Austria | vs. | Alemania |                  |  |
|                     |         |     |          | Árbitro(s): [[]] |  |

| 28 de marzo de 2020 | Países Bajos | vs. | Portugal |                  |  |
|                     |              |     |          | Árbitro(s): [[]] |  |

| 31 de marzo de 2020 | Países Bajos | vs. | Austria |                  |  |
|                     |              |     |         | Árbitro(s): [[]] |  |

| 31 de marzo de 2020 | Portugal | vs. | Alemania |                  |  |
|                     |          |     |          | Árbitro(s): [[]] |  |

### Grupo 6
País anfitrión: Bélgica
| Equipo     | Pts | PJ | PG | PE | PP | GF | GC | Dif |
| ---------- | --- | -- | -- | -- | -- | -- | -- | --- |
| Inglaterra | 0   | 0  | 0  | 0  | 0  | 0  | 0  | 0   |
| Bélgica    | 0   | 0  | 0  | 0  | 0  | 0  | 0  | 0   |
| Rumania    | 0   | 0  | 0  | 0  | 0  | 0  | 0  | 0   |
| Georgia    | 0   | 0  | 0  | 0  | 0  | 0  | 0  | 0   |

| 25 de marzo de 2020 | Inglaterra | vs. | Georgia |                  |  |
|                     |            |     |         | Árbitro(s): [[]] |  |

| 25 de marzo de 2020 | Rumania | vs. | Bélgica |                  |  |
|                     |         |     |         | Árbitro(s): [[]] |  |

| 28 de marzo de 2020 | Inglaterra | vs. | Rumania |                  |  |
|                     |            |     |         | Árbitro(s): [[]] |  |

| 28 de marzo de 2020 | Bélgica | vs. | Georgia |                  |  |
|                     |         |     |         | Árbitro(s): [[]] |  |

| 31 de marzo de 2020 | Bélgica | vs. | Inglaterra |                  |  |
|                     |         |     |            | Árbitro(s): [[]] |  |

| 31 de marzo de 2020 | Georgia | vs. | Rumania |                  |  |
|                     |         |     |         | Árbitro(s): [[]] |  |

### Grupo 7
País anfitrión: Rusia
| Equipo    | Pts | PJ | PG | PE | PP | GF | GC | Dif |
| --------- | --- | -- | -- | -- | -- | -- | -- | --- |
| Dinamarca | 0   | 0  | 0  | 0  | 0  | 0  | 0  | 0   |
| Finlandia | 0   | 0  | 0  | 0  | 0  | 0  | 0  | 0   |
| Rusia     | 0   | 0  | 0  | 0  | 0  | 0  | 0  | 0   |
| Serbia    | 0   | 0  | 0  | 0  | 0  | 0  | 0  | 0   |

| 25 de marzo de 2020 | Dinamarca | vs. | Serbia |                  |  |
|                     |           |     |        | Árbitro(s): [[]] |  |

| 25 de marzo de 2020 | Rusia | vs. | Finlandia |                  |  |
|                     |       |     |           | Árbitro(s): [[]] |  |

| 28 de marzo de 2020 | Dinamarca | vs. | Rusia |                  |  |
|                     |           |     |       | Árbitro(s): [[]] |  |

| 28 de marzo de 2020 | Finlandia | vs. | Serbia |                  |  |
|                     |           |     |        | Árbitro(s): [[]] |  |

| 31 de marzo de 2020 | Finlandia | vs. | Dinamarca |                  |  |
|                     |           |     |           | Árbitro(s): [[]] |  |

| 31 de marzo de 2020 | Serbia | vs. | Rusia |                  |  |
|                     |        |     |       | Árbitro(s): [[]] |  |

### Grupo 8
País anfitrión: Hungría
| Equipo  | Pts | PJ | PG | PE | PP | GF | GC | Dif |
| ------- | --- | -- | -- | -- | -- | -- | -- | --- |
| Francia | 0   | 0  | 0  | 0  | 0  | 0  | 0  | 0   |
| Noruega | 0   | 0  | 0  | 0  | 0  | 0  | 0  | 0   |
| Suecia  | 0   | 0  | 0  | 0  | 0  | 0  | 0  | 0   |
| Hungría | 0   | 0  | 0  | 0  | 0  | 0  | 0  | 0   |

| 25 de marzo de 2020 | Francia | vs. | Hungría |                  |  |
|                     |         |     |         | Árbitro(s): [[]] |  |

| 25 de marzo de 2020 | Suecia | vs. | Noruega |                  |  |
|                     |        |     |         | Árbitro(s): [[]] |  |

| 28 de marzo de 2020 | Francia | vs. | Suecia |                  |  |
|                     |         |     |        | Árbitro(s): [[]] |  |

| 28 de marzo de 2020 | Noruega | vs. | Hungría |                  |  |
|                     |         |     |         | Árbitro(s): [[]] |  |

| 31 de marzo de 2020 | Noruega | vs. | Francia |                  |  |
|                     |         |     |         | Árbitro(s): [[]] |  |

| 31 de marzo de 2020 | Hungría | vs. | Suecia |                  |  |
|                     |         |     |        | Árbitro(s): [[]] |  |

### Ranking de los segundos puestos
Los siete mejores segundos lugares de los 8 grupos pasaban a la siguiente ronda junto a los ganadores de cada grupo. Se tienen en cuenta todos los resultados (Artículo 15.02 del Reglamento).